# Oldřich Rulc
Oldřich Rulc (Strašnice, 28 marzo 1911 – Brno, 4 aprile 1969) è stato un calciatore cecoslovacco, di ruolo attaccante.